# 원 간섭기 고려
원 간섭기(元干涉期)는 1270년경부터 1356년까지 고려가 원나라의 간섭을 받던 시기이다.
13세기 몽골의 고려 침공 이후 고려가 원나라에게 항복하자 고려는 약 80년 동안 원나라의 반자치적인 봉신국이자 강제 동맹국이 되었다. 그 동안 고려의 왕은 원나라의 공주와 결혼하게 되면서 사위 국가라는 뜻으로 부마국(駙馬國)이라 불렸다. 고려는 원나라의 봉신국으로서 스스로 나라를 다스릴 수 있도록 허락받았고, 정동등처행중서성을 고려에 설치해 원나라는 고려에 대해 직접적으로 간섭했다.
1350년대 원나라가 무너지기 시작하자 고려 공민왕은 고려 내의 원나라 세력을 몰아내면서 원의 간섭은 끝나게 되었다.

## 같이 보기
- 한국의 역사
- 원나라의 일본 원정
- 요양등처행중서성